# 퓌줄리구
퓌줄리구(아제르바이잔어: Füzuli rayonu)는 아제르바이잔 남서부에 위치한 구로 행정 중심지는 퓌줄리이며 면적은 1,386km2, 인구는 140,900명이다. 남쪽으로는 이란과 국경을 접하며 구 이름은 오스만 제국의 시인인 퓌줄리에서 유래된 이름이다. 구 서반부는 아르차흐 공화국이 존속하던 시절 지배 상태에 있었으며 당시 아르차흐 공화국측이 점령한 퓌줄리구 지역을 하드루트주에 편입시켰다. 나고르노카라바흐 전쟁 끝무렵 1994년 아제르군은 구 동반부의 호라디즈 도시를 탈환하여 2007년 행정 중심지로 승격되었다.